# کرزیر (دهانه)

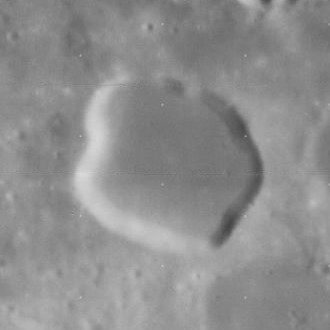
عکس فضایی از یک کرزیر

کرزیر یک دهانه برخوردی در ماه‌ است.

## دهانه‌های اقماری
این دهانه ۸ دهانه اقماری دارد.
| Crozier | عرض جغرافیایی | طول جغرافیایی | قطر          |
| ------- | ------------- | ------------- | ------------ |
| B       | ۱۲.۵° S       | ۵۲.۴° E       | ۸.۰ کیلومتر  |
| E       | ۱۲.۷° S       | ۵۲.۰° E       | ۶.۰ کیلومتر  |
| D       | ۱۳.۴° S       | ۵۱.۷° E       | ۲۱.۰ کیلومتر |
| G       | ۱۲.۱° S       | ۵۰.۱° E       | ۴.۰ کیلومتر  |
| F       | ۱۲.۸° S       | ۵۱.۰° E       | ۵.۰ کیلومتر  |
| H       | ۱۴.۰° S       | ۴۹.۴° E       | ۱۱.۰ کیلومتر |
| M       | ۸.۹° S        | ۵۳.۴° E       | ۶.۰ کیلومتر  |
| L       | ۱۰.۰° S       | ۵۱.۴° E       | ۶.۰ کیلومتر  |